# Conceição Evaristo
Maria da Conceição Evaristo de Brito (Belo Horizonte, 29 novembre 1946) è una scrittrice, critica letteraria e attivista brasiliana.
Considerata una delle autrici più influenti del movimento postmoderno in Brasile, Conceição Evaristo si è espressa servendosi di numerose forme letterarie: poesia, romanzo, racconto e saggio. Parallelamente all'attività di scrittrice, ha avuto anche una carriera da ricercatrice e docente universitaria nel campo della letteratura comparata.

## Biografia
Conceição Evaristo è nata il 29 novembre 1946 a Belo Horizonte, nel Minas Gerais, figlia di Joana Josefina Evaristo e con Aníbal Vitorino come patrigno. Di origine angolana, beninense, nigeriana, serraleonese, ugandese, sudafricana, nordafricana e indigena, ha vissuto i suoi primi anni nella favela Pindura Saia, una comunità scomparsa negli anni settanta, situata nella zona sud della sua città natale. Di famiglia molto povera e numerosa, Conceição Evaristo è la seconda di nove fratelli.

### Carriera accademica
La madre incoraggiò Conceição Evaristo a frequentare la scuola primaria e secondaria presso scuole più prestigiose ubicate in un'altra parte della città, ritenendo che le scuole nella zona della favela avrebbero compromesso il suo apprendimento. Lasciò in seguito la favela per poter lavorare come domestica durante gli studi, completando il normale percorso scolastico solo nel 1971, all'età di 25 anni. Si è trasferita poi a Rio de Janeiro nel 1973, dove ha superato un concorso pubblico per l'insegnamento, rimanendo legata al personale dei dipendenti comunali fino al 2006; nel frattempo, negli anni settanta e ottanta, è stata anche docente nella rete municipale di Niterói, nello stato di Rio de Janeiro.
Nel 1987, Conceição Evaristo ha sostenuto l'esame di ammissione al corso di lettere presso l'Università federale di Rio de Janeiro (UFRJ), ottenendo una borsa di ricerca. Si è laureata nel 1990. Durante il periodo universitario, entrò in contatto con il collettivo letterario afrobrasiliano Quilombhoje, che la incoraggiò a iniziare a scrivere: debuttò così nel mondo della letteratura nel 1990 con alcuni lavori pubblicati nella collana Cadernos Negros, edita sempre da Quilombhoje.
Tra il 1992 e il 1996 ha frequentato un master in letteratura brasiliana presso la Pontifícia Università Cattolica di Rio de Janeiro (PUC-Rio). Nel 1999 ha iniziato a insegnare presso l'Università federale Fluminense (UFF), continuando a farlo fino al 2011. Nel 2008 ha iniziato un dottorato di ricerca in letteratura comparata presso l'Università federale Fluminense, completandolo nel 2011. Dopo il dottorato di ricerca ha lavorato come professoressa presso diverse istituzioni, come il Middlebury College, la Pontifícia Università Cattolica di Rio de Janeiro, l'Università Statale di Bahia (UNEB), l'Universidade Regional Integrada do Alto Uruguai e das Missões (URI) e l'Università federale del Minas Gerais (UFMG).

### Carriera di scrittrice
Le sue opere, in particolare il suo primo romanzo Ponciá Vicêncio (2003), affrontano argomenti come la discriminazione razziale, di genere e di classe. Nel 2007, Ponciá Vicêncio è stato per la prima volta oggetto di un lavoro accademico; nello stesso anno, il libro è stato tradotto in inglese e pubblicato negli Stati Uniti.
Nel 2017, Conceição Evaristo è stata oggetto di un'esposizione all'istituto Itaú Cultural di San Paolo, mentre nel 2019 è stata premiata in occasione della terza edizione della Bienal do livro di Contagem.
Il 18 giugno 2018, Conceição Evaristo ha ufficializzato la propria candidatura all'Accademia brasiliana delle lettere, consegnando una lettera di autopresentazione per ambire alla cattedra numero 7, originariamente occupata da Antônio de Castro Alves. Le elezioni si sono svolte il 30 agosto dello stesso anno, ma, in tale occasione, Conceição Evaristo ha ricevuto un solo voto, cosicché al suo posto è stato eletto il regista Cacá Diegues.

## Opere

### Romanzi
- (PT) Conceição Evaristo, Ponciá Vicêncio, Rio de Janeiro, Pallas, 2017  [2003], ISBN 978-8534705318.
- (PT) Conceição Evaristo, Becos da Memória, Rio de Janeiro, Pallas, 2017  [2006], ISBN 978-8534705202.
- (PT) Conceição Evaristo, Canção para Ninar Menino Grande, Rio de Janeiro, Pallas, 2022, ISBN 978-6556020884.

### Poesie
- (PT) Conceição Evaristo, Poemas da recordação e outros movimentos, Rio de Janeiro, Malê, 2017, ISBN 978-8592736118.

### Racconti
- (PT) Conceição Evaristo, Insubmissas lágrimas de mulheres, Rio de Janeiro, Malê, 2016  [2011], ISBN 978-8592736064.
- (PT) Conceição Evaristo, Olhos d'água, Rio de Janeiro, Pallas, 2014, ISBN 978-8534705257.
- (PT) Conceição Evaristo, Histórias de leves enganos e parecenças, Rio de Janeiro, Malê, 2016, ISBN 978-8592736002.